# Jeong Bo-seok
Đây là một tên người Triều Tiên, họ là Jeong.
Jeong Bo-seok hay còn gọi Jung Bo-suk (tiếng Hàn: 정보석; Hanja: 鄭普錫; Hán-Việt: Trịnh Phổ Thiếc; sinh ngày 14 tháng 6 năm 1961) là một nam diễn viên người Hàn Quốc.

## Tiểu sử
Jeong Bo-seok sinh ra tại Naju, Tỉnh Nam Jeolla, Hàn Quốc. Ông theo học chương trình cử nhân chuyên ngành sân khấu điện ảnh tại đại học Chung-Ang, và trình độ thạc sĩ chuyên ngành lý thuyết phim. Jeong Bo-seok bắt đầu sự nghiệm diễn xuất năm 24 tuổi trong bộ phim đầu tay 백마고지  (The Battle of White Horse). Vợ ông tên là Ki Min-jung.

## Sự nghiệp diễn xuất

### Phim truyền hình
| Năm  | Tựa                                    | Vai                                        | Đài  |
| ---- | -------------------------------------- | ------------------------------------------ | ---- |
| 1986 | The Battle of White Horse              |                                            | KBS  |
| 1986 | TV Literature "Young Zelkova Tree"     | Ji-soo                                     | KBS  |
| 1987 | Samogok                                | Dal-seo                                    | KBS  |
| 1988 | Sunshim-yi                             |                                            | KBS  |
| 1988 | O, Heaven                              | Crown Prince Sado                          | KBS  |
| 1989 | Mt. Jiri                               | Yoo Tae-rim                                | KBS  |
| 1992 | My Beloved                             | Lee Dong-chul                              | KBS  |
| 1993 | Stormy Season                          | Byung-wook                                 | MBC  |
| 1993 | Ladies' Man                            | Kang Chan-woo                              | MBC  |
| 1994 | Ambition                               | Hong Jin-ho                                | MBC  |
| 1994 | My Son's Woman                         | Kang Tae-wook                              | MBC  |
| 1995 | Love and Marriage                      | Kim Seon-woo                               | MBC  |
| 1995 | Dazzling Dawn                          | Kim Ok-kyun                                | MBC  |
| 1996 | Salted Mackerel                        |                                            | MBC  |
| 1996 | Crime Squad                            | Woo-chan                                   | MBC  |
| 1997 | MBC Best Theater "Trap"                | Jin-ho                                     | MBC  |
| 1997 | The Third Man                          | Jang Jae-min                               | MBC  |
| 1997 | Tears of Roses                         | Ki-beom                                    | SBS  |
| 1998 | Love                                   | Sung-soo                                   | MBC  |
| 1998 | See and See Again                      | Ki-jung                                    | MBC  |
| 1999 | You                                    | Kim Dong-hee                               | KBS1 |
| 1999 | You're One-of-a-Kind                   |                                            | MBC  |
| 1999 | Promise                                | Park Seung-hyuk                            | SBS  |
| 2000 | More Than Words Can Say                | Kang Jang-soo                              | KBS1 |
| 2000 | Daddy Fish                             | Jung Ho-yeon                               | MBC  |
| 2001 | Girls' High School                     | Jeong Bo-seok                              | SBS  |
| 2001 | Soon-ja                                | Min Hyuk-joo                               | SBS  |
| 2001 | Life Is Beautiful                      | Oh Choon-gu                                | KBS2 |
| 2001 | Sangdo                                 | Jung Chi-soo                               | MBC  |
| 2002 | Miss Mermaid                           | Ma Ma-joon                                 | MBC  |
| 2003 | Wife                                   | Nam Hyun-pil                               | KBS2 |
| 2003 | Pretty Woman                           | Jang Dae-woong                             | MBC  |
| 2003 | She Is Cool                            | Bae Jin-chul                               | KBS2 |
| 2004 | The Count of Myeongdong                | Narrator                                   | EBS  |
| 2004 | Forgiveness                            | Kim Hyung-woo                              | KBS2 |
| 2005 | The Conker Tree                        | Narrator                                   | EBS  |
| 2005 | Shin Don                               | King Gongmin                               | MBC  |
| 2006 | Drama City "The Trunk"                 | Kwon                                       | KBS2 |
| 2006 | I'll Go With You                       | Hyun-soo                                   | SBS  |
| 2006 | Dae Jo Yeong                           | Li Kaigu                                   | KBS1 |
| 2008 | Bitter Sweet Life                      | Ha Dong-won                                | MBC  |
| 2009 | Kyung-sook, Kyung-sook's Father[6]     | Jo Jae-soo                                 | KBS2 |
| 2009 | High Kick Through the Roof             | Jeong Bo-seok                              | MBC  |
| 2010 | Giant                                  | Jo Pil-yeon                                | SBS  |
| 2010 | Stormy Lovers                          | Yoo Dae-kwon                               | MBC  |
| 2011 | Listen to My Heart                     | Bong Young-kyu                             | MBC  |
| 2012 | History of a Salaryman                 | Congressman Jo Pil-yeon (cameo, episode 6) | SBS  |
| 2012 | High Kick: Revenge of the Short Legged | Jeong Bo-seok (cameo, episode 84)          | MBC  |
| 2012 | God of War                             | Choe Woo                                   | MBC  |
| 2012 | Arang and the Magistrate               | Eun-oh's teacher (cameo, episode 14)       | MBC  |
| 2012 | Ugly Cake                              | Han Moon-gil                               | MBC  |
| 2013 | A Hundred Year Legacy                  | Min Hyo-dong                               | MBC  |
| 2013 | Goddess of Fire                        | King Seonjo                                | MBC  |
| 2014 | Golden Cross                           | Seo Dong-ha                                | KBS2 |
| 2014 | Rosy Lovers                            | Baek Man-jong                              | MBC  |
| 2014 | Naeil's Cantabile                      | Cha Dong-woo                               | KBS2 |
| 2015 | A Daughter Just Like You               | So Pan-seok                                | MBC  |
| 2016 | Monster                                | Byun Il-Jae                                | MBC  |
| 2017 | The King in Love                       | King Chungryul                             | MBC  |
| 2017 | Mad Dog                                | Cha Joon-kyu                               | KBS2 |
| 2018 | Rich Family's Son                      | Kim Won-yong                               | MBC  |
| 2018 | Heart Surgeons                         | Yoon Hyun-il                               | SBS  |

### Phim điện ảnh
| Năm  | Tựa                                   | Vai                           |
| ---- | ------------------------------------- | ----------------------------- |
| 1989 | Long After That                       | Yoon Jin-woo                  |
| 1990 | KokchiTtan                            | Young-seok                    |
| 1990 | The Dream                             | Mo-rae                        |
| 1991 | Portrait of the Days of Youth         | Lee Young-hoon                |
| 1991 | For Agnes                             | Park Seung-ho                 |
| 1991 | Tears of Seoul                        |                               |
| 1991 | The Fifth Man                         | Chang                         |
| 1992 | Stairway to Heaven                    | Kim Ho-seong (cameo)          |
| 1992 | Walking All the Way to Heaven         | Mul-sae                       |
| 1993 | Western Avenue                        |                               |
| 1994 | Man of 49 Days                        | J                             |
| 1995 | Mugunghwa (Korean National Flower)    | Sun-beom                      |
| 1995 | A Hot Roof                            | Maneuver general              |
| 2000 | A Story About Her                     |                               |
| 2000 | Virgin Stripped Bare by Her Bachelors | Jae-hoon                      |
| 2002 | Three                                 | Husband (segment: "Memories") |
| 2004 | Everybody Has Secrets                 | Professor Uhm                 |
| 2004 | Don't Tell Papa                       | Customer at the cafe          |
| 2005 | My Right to Ravage Myself             | S                             |
| 2007 | Driving with My Wife's Lover          | Joong-sik                     |
| 2010 | Oceans                                | Korean dubbed narration       |

### Show truyền hình
| Năm  | Tên show                                        | Đài         | Vai trò   |
| ---- | ----------------------------------------------- | ----------- | --------- |
| 1994 | Cinema Music Room with Jeong Bo-seok            | KBS 2FM     | DJ        |
| 2011 | The Land of Gods, Angkor (3D Documentary)       | EBS         | Narration |
| 2011 | Cheongdam-dong, City at Dawn with Jeong Bo-seok | MBC Every 1 | Host      |
| 2012 | Jewelry House                                   | MBC         | Host      |

## Kịch sân khấu
| Năm       | Tựa                    | Vai                  |
| --------- | ---------------------- | -------------------- |
| 1990      | The Elephant Man       |                      |
| 2008      | Closer                 |                      |
| 2008      | Art                    |                      |
| 2009      | A Family On the Road   | Lee Jung-seob        |
| 2009-2010 | The Wedding Day        |                      |
| 2011      | Dandelions in the Wind | Ahn Joong-ki/Husband |
| 2011      | Goethe's Faust         | Heinrich Faust       |
| 2012      | Ruin                   | Kim's father         |
| 2013      | Hamlet                 | Hamlet               |
| 2015      | Red                    | Mark Rothko          |

## Các giải thưởng
| Năm  | Giải thưởng                                  | Hạng mục                                                 | Tác phẩm tham gia                 | Kết quả   |
| ---- | -------------------------------------------- | -------------------------------------------------------- | --------------------------------- | --------- |
| 1987 | KBS Drama Awards                             | Best New Actor                                           | Samogok                           | Đoạt giải |
| 1988 | KBS Excellence in Programming Awards         | Excellence Award, Actor                                  | O, Heaven                         | Đoạt giải |
| 1990 | 28th Grand Bell Awards                       | Best New Actor                                           | Long After That                   | Đề cử     |
| 1990 | 11th Blue Dragon Film Awards                 | Best Supporting Actor                                    | The Dream                         | Đề cử     |
| 1991 | 29th Grand Bell Awards                       | Best Actor                                               | Portrait of the Days of Youth     | Đề cử     |
| 1991 | 12th Blue Dragon Film Awards                 | Best Actor                                               | Portrait of the Days of Youth     | Đề cử     |
| 1993 | 31st Grand Bell Awards                       | Best Actor                                               | Western Avenue                    | Đề cử     |
| 1995 | 16th Blue Dragon Film Awards                 | Best Supporting Actor                                    | A Hot Roof                        | Đề cử     |
| 1995 | MBC Drama Awards                             | Top Excellence Award, Actor                              | My Son's Woman                    | Đoạt giải |
| 1998 | MBC Drama Awards                             | Best Couple Award (with Kim Ji-soo)                      | See and See Again                 | Đoạt giải |
| 2000 | KBS Drama Awards                             | Top Excellence Award, Actor                              | More Than Words Can Say           | Đề cử     |
| 2002 | MBC Drama Awards                             | Excellence Award, Actor in a Serial Drama                | Miss Mermaid                      | Đề cử     |
| 2006 | KBS Drama Awards                             | Excellence Award, Actor in a One-Act/Special/Short Drama | The Trunk                         | Đề cử     |
| 2007 | KBS Drama Awards                             | Excellence Award, Actor in a Serial Drama                | Dae Jo Yeong                      | Đề cử     |
| 2007 | KBS Drama Awards                             | Popularity Award, Actor                                  | Dae Jo Yeong                      | Đoạt giải |
| 2008 | 16th Korean Culture and Entertainment Awards | Grand Prize (Daesang) for TV                             | Bitter Sweet Life                 | Đoạt giải |
| 2008 | 16th Korean Culture and Entertainment Awards | Top Excellence Award, Actor in a Drama                   | Bitter Sweet Life                 | Đoạt giải |
| 2009 | MBC Entertainment Awards                     | Top Excellence Award, Actor in a Sitcom/Comedy           | High Kick Through the Roof        | Đoạt giải |
| 2009 | KBS Drama Awards                             | Excellence Award, Actor in a One-Act/Special/Short Drama | Kyung-sook, Kyung-sook's Father   | Đề cử     |
| 2010 | SBS Drama Awards                             | Excellence Award, Actor in a Special Planning Drama      | Giant                             | Đoạt giải |
| 2010 | SBS Drama Awards                             | Top 10 Stars                                             | Giant                             | Đoạt giải |
| 2011 | 47th Baeksang Arts Awards                    | Best Actor (TV)                                          | Giant                             | Đoạt giải |
| 2011 | 7th Golden Ticket Awards                     | Best Actor in a Play                                     | Dandelions in the Wind            | Đoạt giải |
| 2011 | MBC Drama Awards                             | Golden Acting Award, Actor in a Miniseries               | Listen to My Heart, Stormy Lovers | Đoạt giải |
| 2012 | MBC Drama Awards                             | Top Excellence Award, Actor in a Serial Drama            | God of War                        | Đề cử     |
| 2013 | MBC Drama Awards                             | Golden Acting Award, Actor                               | A Hundred Year Legacy             | Đoạt giải |
| 2015 | MBC Drama Awards                             | Top Excellence Award, Actor in a Serial Drama            | A Daughter Just Like You          | Đề cử     |
| 2016 | MBC Drama Awards                             | Golden Acting Award, Actor in a Special Project Drama    | Monster                           | Đề cử     |
| 2017 | MBC Drama Awards                             | Golden Acting Award, Actor in a Special Project Drama    | The King in Love                  | Đoạt giải |
| 2018 | MBC Drama Awards                             | Top Excellence Award, Actor in a Soap Opera              | The Rich Son                      | Đề cử     |